# Marian Washington
Marian Elizabeth Washington (West Chester, 26 agosto 1946) è un'ex cestista e allenatrice di pallacanestro statunitense.

## Carriera
Con gli Stati Uniti ha disputato i Campionati mondiali del 1971.